# Guillaume Le Floch
Guillaume Le Floch (Saint-Brieuc, 16 februari 1985) is een Frans voormalig wielrenner die in 2012 zijn carrière beëindigde in dienst van Team Europcar.

## Overwinningen
2005
- 2e etappe. deel A Kreiz Breizh

2006
- 5e etappe Ronde van Nieuw-Caledonië

2007
- Circuit du Morbihan

## Grote rondes
Eindklasseringen in grote rondes, met tussen haakjes het aantal etappeoverwinningen.
| Jaar | Ronde van Italië | Ronde van Frankrijk | Ronde van Spanje |
| ---- | ---------------- | ------------------- | ---------------- |
| 2009 | 129e             |                     |                  |
| 2010 | 110e             |                     |                  |